# Lychnis
- Commons
- Wikispecies

Lychnis (também conhecida sob a forma aportuguesada Lícnis),  L. é um género botânico da família das Carofiláceas. As espécies deste género são comummente conhecidas como lícnides.

## Etimologia
A palavra «Lícnis», advém do étimo latino Lychnis, o qual remetia para uma pedra preciosa reluzente, mencionada pelos autores da Antiguidade ou para uma espécie de rosa ou flor avermelhada.
Por seu turno, a palavra latina Lychnis provém do étimo grego λυχνίς (lucnis), que significa «candeia» ou «lampião». 

## Espécies
- Lychins chalcedonica
- Lychnis coronaria
- Lychnis flos-cuculi
- Lychnis flos-jovis
- Lychnis fulgens
- Lista completa

## Classificação do género
| Sistema | Classificação                      | Referência               |
| ------- | ---------------------------------- | ------------------------ |
| Linné   | Classe Decandria, ordem Pentagynia | Species plantarum (1753) |